# Milton Garcia Dutra
Milton Garcia Dutra (Santiago do Boqueirão, 11 de novembro de 1916 — Porto Alegre, 22 de março de 2008) foi um advogado e político brasileiro, delegado, promotor público, deputado estadual e federal, participou da fundação do Partido Trabalhista Brasileiro.
Muito jovem foi estudar no internato do Colégio Marista de Santa Maria, onde cursou o curso clássico. Em 1937, ingressou na Escola de Direito da Universidade do Rio Grande do Sul, em Porto Alegre, na qual obteve o título de bacharel, em 1941. No mesmo ano foi aprovado no concurso para delegado estadual de polícia, função que exerceu em várias cidades do interior do Rio Grande do Sul, inclusive em São Sebastião do Caí, onde contraiu núpcias, em 1942, com Yara Campos e Sousa.
Foi assessor do governador Walter Só Jobim e posteriormente fez o concurso para promotor público estadual, tendo exercido o cargo em diferentes cidades no período de 1943 a 1948, inclusive em Jaguari, Palmeira das Missões, Santa Rosa, Ijuí, Rosário do Sul e Dom Pedrito. Nesta última, engajou-se na vida política, sendo um dos criadores do Partido Trabalhista Brasileiro, exercendo o mandato de vereador e também candidatando-se a prefeito. Entre 1952 e 1954 também exerceu funções executivas junto ao Governo do Estado, tendo no período chefiado o gabinete do secretário de Interior, Egídio Michaelsen.
Foi eleito, em 3 de outubro de 1958, deputado estadual, pelo PTB, para a 40ª Legislatura da Assembleia Legislativa do Rio Grande do Sul, de 1959 a 1963. Assim transferiu-se definitivamente, com a família, para Porto Alegre. Novamente eleito deputado estadual em 1958, recebeu o prêmio Negrinho do Pastoreio como um dos deputados mais ativos do estado. Exerceu também a função de Secretário de Obras Públicas e de Economia no governo de Leonel Brizola. Em 1961, durante a Campanha da Legalidade, coordenou a resistência civil à tentativa de golpe contra João Goulart, sendo indicado pelo Governador Brizola, como Diretor Geral do Comitê Central de Resistência Democrática - localizado no então conhecido Pavilhão Mata Borrão.
Em 1962 foi eleito deputado federal. Em Brasília, foi relator da Comissão de Orçamento; apresentou projetos ligados ao desenvolvimento econômico da região sul, à economia, questões de política agrícola e de promoção do cooperativismo.
Com o golpe militar de 1964 teve seus direitos políticos cassados por dez anos, não mais retornando à vida pública. Foi professor de Sociologia na Universidade Católica de Brasília por um curto período, tendo posteriormente transferido-se para Santiago, onde passou a exercer atividades de advogado. Escreveu inúmeros artigos para jornais gaúchos e um livro sobre o pensamento de Alberto Pasqualini.
Depois de longo período acometido pelo mal de Alzheimer, veio a falecer em Porto Alegre no ano de 2008. 
No ano de 2012, sua família recebeu da Câmara dos Deputados em Brasília-DF, como reconhecimento, o diploma simbólico de seu mandato, que foi lhe conferido pelo povo e destruido pelo golpe militar de 1964.